# Cerkiew św. Barbary w Vevey
Cerkiew św. Barbary – cerkiew prawosławna w Vevey, wzniesiona w 1878. Siedziba parafii w jurysdykcji eparchii brytyjskiej i zachodnioeuropejskiej Rosyjskiego Kościoła Prawosławnego poza granicami Rosji.

## Historia
Powstanie cerkwi prawosławnej w Vevey wiązało się z popularnością tego miasta – jako uzdrowiska – wśród bogatych Rosjan. W grudniu 1871 przedstawiciele rosyjskiej społeczności Vevey wystąpili do znajdującej się w mieście placówki dyplomatycznej z prośbą o pomoc w uzyskaniu pomieszczenia, w którym mogłyby regularnie być odprawiane nabożeństwa prawosławne. Ostatecznie kaplicę domową urządzono najpierw w jednej z sal hotelu l'Angleterre, a następnie w domu przy ulicy Simplon (od 1874). Z inicjatywą budowy wolno stojącego budynku wystąpił już wcześniej, w 1872, hrabia Piotr Szuwałow, chcąc tym samym upamiętnić śmierć swojej córki, hrabiny Warwary Orłowej, zmarłej razem z córeczką Marią wskutek komplikacji po porodzie.
W 1873 hrabia uzyskał od władz miasta zezwolenie na budowę cerkwi na wyznaczonej działce, całkowicie na własny koszt. W celu wzniesienia dostatecznie efektownego obiektu – piękniejszego od znajdujących się w Vevey świątyń katolickich i protestanckich – Szuwałow sprzedał część posiadanych majątków ziemskich. Cerkiew miała być świątynią pomocniczą parafii prawosławnej w Genewie i tamtejszej cerkwi Podwyższenia Krzyża Pańskiego. Projekt budynku wykonał architekt Hippolit Monigetti, zaś pracami przy jego wzniesieniu kierował Jean-Samuel Késer-Doret. Cerkiew została poświęcona w 1878.
Zgodnie z pierwotnymi założeniami, cerkiew nie była siedzibą parafii i nabożeństwa odbywały się w niej tylko 15 razy w roku. W związku ze spadkiem liczby parafian pod koniec 1880 obiekt został całkowicie zamknięty. W latach 20. XX wieku, po przybyciu do Szwajcarii nowych grup emigrantów z Rosji, cerkiew ponownie otwarto, jednak miejscowa społeczność zadecydowała o jej przejściu pod jurysdykcję Rosyjskiego Kościoła Prawosławnego poza granicami Rosji, w której pozostaje do dziś.
W 2005 obiekt był remontowany.

## Architektura
Cerkiew naśladuje północnorosyjską architekturę sakralną XVII wieku. Wejście do niej prowadzi przez drzwi z portalem oraz skromny portyk zwieńczony tympanonem. Nawa główna jest prostokątna, z dwiema absydami po obydwu stronach wejścia. Wyżej znajduje się rząd półkolistych okien, położonych we wszystkich ścianach cerkwi. Jedyna cebulasta kopuła obiektu jest złocona, położona na bębnie zdobionym rzędami oślich grzbietów. Wieńczy ją prawosławny krzyż.
Za budynkiem znajduje się ogród, do którego w 1950 przeniesiono szczątki Warwary Orłowej, którą miało upamiętniać wzniesienie świątyni.

## Związani z cerkwią
W cerkwi w Vevey służył przez wiele lat, początkowo jako proboszcz, następnie jako biskup pomocniczy eparchii genewskiej i zachodnioeuropejskiej, Ambroży (Kantakuzen).